# Xyloolaena sambiranensis
Xyloolaena sambiranensis är en tvåhjärtbladig växtart som beskrevs av Porter Prescott Lowry och G. E. Schatz. Xyloolaena sambiranensis ingår i släktet Xyloolaena och familjen Sarcolaenaceae. Inga underarter finns listade i Catalogue of Life.